# Kinurenat-7,8-dihidrodiol dehidrogenaza
Kinurenat-7,8-dihidrodiol dehidrogenaza (EC 1.3.1.18, 7,8-dihidro-7,8-dihidroksikinurenat dehidrogenaza, 7,8-dihidroksikinurenska kiselina 7,8-diol dehidrogenaza) je enzim sa sistematskim imenom 7,8-dihidro-7,8-dihidroksikinurenat:NAD+ oksidoreduktaza. Ovaj enzim katalizuje sledeću hemijsku reakciju
7,8-dihidro-7,8-dihidroksikinurenat + + {\displaystyle \rightleftharpoons } 7,8-dihidroksikinurenat + NADH + H+

## Literatura
- Nicholas C. Price; Lewis Stevens (1999). Fundamentals of Enzymology: The Cell and Molecular Biology of Catalytic Proteins (Third изд.). USA: Oxford University Press. ISBN 019850229X.
- Eric J. Toone (2006). Advances in Enzymology and Related Areas of Molecular Biology, Protein Evolution (Volume 75 изд.). Wiley-Interscience. ISBN 0471205036.
- Branden C; Tooze J. Introduction to Protein Structure. New York, NY: Garland Publishing. ISBN 0-8153-2305-0.
- Irwin H. Segel. Enzyme Kinetics: Behavior and Analysis of Rapid Equilibrium and Steady-State Enzyme Systems (Book 44 изд.). Wiley Classics Library. ISBN 0471303097.

## Spoljašnje veze
- Kynurenate-7,8-dihydrodiol+dehydrogenase на 